# سیارک ۷۶۷۳
سیارک ۷۶۷۳ (به انگلیسی: 7673 Inohara، نامگذاری:1995UY3) هفت هزار و ششصد و هفتاد و سومین سیارک کشف شده‌است که در ۲۰ اکتبر ۱۹۹۵ کشف شد.
قدر مطلق سیارک برابر ۱۹.۵ است.